# 黑鳞瓦韦
黑鳞瓦韦（学名：Lepisorus sordidus）为水龙骨科瓦韦属下的一个种。

## 扩展阅读
- 維基物種上的相關：黑鳞瓦韦